# Zamek w Gdańsku
Zamek w Gdańsku – zamek krzyżacki, który znajdował się w Gdańsku nad Motławą, między obecnymi ulicami Na Dylach, Dylinki, Rycerską, Karpią, Wapienniczą, Wartką oraz Sukienniczą. Był siedzibą komtura. Rozebrany w połowie XV wieku.

## Historia
Budowę zamku rozpoczęto w latach 1335–1341, za panowania wielkiego mistrza Dytryka z Altenburga, w rejonie grodu książąt gdańskich. Zamek uległ spaleniu w 1394, w 1396 odbudowany. W 1454, w czasie wojny trzynastoletniej zamek poddał się bez walki gdańszczanom, a następnie został rozebrany.
Stopniowo odbudowano drewniany fundament, pojawił się ufortyfikowany klasztor. Budynek miał być centrum Komendy Gdańskiej, ponieważ region ten był najbogatszy i najbardziej wpływowy w państwie krzyżackim. Po upadku Zakonu Krzyżackiego rada miejska podjęła decyzję o zniszczeniu zamku.
Z zamku zachowało się jedynie kilka fragmentów budowli i murów, z których najlepiej zachowany jest mur kurtynowy fosy wewnętrznej przy ul. Wartkiej. Teren, który zamek wcześniej zajmował jest niejednokrotnie określany zamczyskiem.